# Hvor drenge bliver til mænd
Hvor drenge bliver til mænd er en dansk dokumentarfilm fra 2008, der er instrueret af Johannes Pico Geerdsen efter manuskript af ham selv og Jeppe Vahlun.

## Handling
Filmen følger tre unge mænd gennem deres værnepligt og uddannelse i Den Kongelige Livgarde. Filmen handler om deres forventninger til værnepligten og de mange fysiske og mentale udfordringer, de får undervejs. Filmen følger de værnepligtige fra indkaldelsesdagen til den dag, de forlader livgarden - og undervejs får man et indblik i et helt specielt miljø, hvor Rexturen er et af højdepunkterne.